# Sotmosslav
Sotmosslav (Pachyascus lapponicus) är en lavart som beskrevs av Poelt & Hertel 1968. Sotmosslav ingår i släktet Pachyascus och familjen Pachyascaceae.  Arten är reproducerande i Sverige. Inga underarter finns listade i Catalogue of Life.